# ギャレット・P・サービス
ギャレット・パットナム・サーヴィス（Garrett Putnam Serviss、1851年3月24日 - 1929年5月25日）はアメリカ合衆国の天文学者、科学解説家、そして初期のSF作家である。

## 経歴
サーヴィスはニューヨーク州に生まれ、コーネル大学で科学を専攻した。コロンビア大学では法律の学位を取得したが、弁護士にはならなかった。その代わりに、1876年、彼は新聞社「ニューヨーク・サン」の社員となり、チャールズ・デイナ（Charles Dana）編集長の下で1892年まで記者として働く。一般読者に対する科学解説の才能を現したサーヴィスは、アンドリュー・カーネギーにより、宇宙論・天文学・地質学の講演会「ウラニア・レクチャーズ」（The Urania Lectures）に招かれることになった。カーネギーの資金援助で、これらの講演は幻灯機（スライド）その他の機器を備え、食や月面の風景の想像図などを克明に描き出すことができた。サーヴィスは二年の間アメリカを巡業し、ニューヨーク界隈では有名な講演者となった。彼は複数の新聞の天文学・科学欄を担当し、当時の一流雑誌にも頻繁に寄稿を行なった。
サーヴィスの好んだ論題は天文学で、彼が執筆した15冊の本のうち、8冊が天文関係であった。彼が、同時代の科学解説作家の中で最も広く読まれていたことは間違いない。私生活において、サーヴィスは熱狂的な登山愛好家で、43歳の時にマッターホルンの頂上に達したことを、「可能な限り大地の重力から離れる」（"to get as far away from terrestrial gravity as possible"）努力の一環として書き記している。なお彼の息子ギャレット・サーヴィスはオリンピックの高跳び選手である。
サーヴィスの著書のうち5冊はサイエンス・フィクションである（彼が執筆した当時には、まだ「サイエンス・フィクション」という語は発明されていなかったが）。作品に『宇宙のコロンブス』（A Columbus of Space, 1909）、『第二の洪水』（The Second Deluge, 1911）、そしてH・G・ウェルズの『宇宙戦争』の続編もので、トーマス・エジソンが宇宙船を発明して火星に乗り込むというプロットの『エジソンの火星征服』（Edison's Conquest of Mars, 1898）などがある。いずれも日本語には未訳であるが、『エジソンの火星征服』の一部日本語訳がWikisourceに存在する。

## 作品リスト

### 一般向け科学解説書
- Astronomy Through an Opera Glass, 1888
- Pleasures of the Telescope, 1901
- Other Worlds, 1901
- The Moon, 1907
- Astronomy With The Naked Eye, 1908
- Curiosities of the Sky, 1909
- Round the Year with the Stars, 1910
- Astronomy in a Nutshell, 1912

### サイエンス・フィクション
- Edison's Conquest of Mars（エジソンの火星征服）, 1898
- The Moon Metal, 1900 （短編）
- The Sky Pirate, 1909
- A Columbus of Space, 1909
- The Second Deluge, 1911
- The Moon Maiden, 1915